# Caicara del Orinoco
Caicara del Orinoco é uma cidade venezuelana, capital do município de Cedeño.